# Naturwald Wolfsruhe
Der Naturwald Wolfsruhe ist ein ca. 47 Hektar großes Waldschutzgebiet im Stadtgebiet von Bamberg. Es liegt im bayerischen Regierungsbezirk Oberfranken, südlich der Stadt Bamberg. Es gehört zu den wichtigsten Waldschutzgebieten Oberfrankens.

## Geographische Lage
Das Waldschutzgebiet befindet sich im südlichen Teil der Stadt Bamberg im örtlichen Naherholungsgebiet Bruderwald. Östlich des Naturwaldes liegt der Ort Bug, südlich liegen Pettstadt und Strullendorf. Westlich des Schutzgebietes befinden sich die Orte Waizendorf und Höfen. Das Gebiet ist Teil des FFH-Gebietes Bruderwald mit dem Naturwaldreservat Wolfsruhe. Ein Großteil des Naturwaldes ist Teil des Naturschutzgebietes Naturwaldreservat Wolfsruhe. Östlich befinden sich die ebenfalls neu geschaffenen Naturwälder Brand und Wasserwand.

## Geologie
Der geologische Untergrund des Naturwaldes besteht vor allem aus Feuerletten. Lediglich im (nord-)östlichen Teil tritt Rhätolias auf, während im Nordwesten in einem schmalen Geländestreifen der Obere Burgsandstein noch vorhanden ist. Die Böden in den Bereichen mit Rhätolias und Oberem Burgsandstein sind hauptsächlich Braunerden. Auf den Feuerletten variiert das Spektrum der Böden von mesotrophen (Para-)Braunerden über Braunerde, Braunerdepelosol, Pelosol bis hin zu Braunerdepseudogley.

## Schutzstatus und Geschichte
Abgesehen von notwendigen Maßnahmen des Waldschutzes und der Verkehrssicherung findet in Naturwaldreservaten und Naturwäldern keine Bewirtschaftung und keine Holzentnahme statt. Die Naturwaldreservate, die sich im Besitz des Freistaats Bayern befinden, sind ins Naturwaldnetzwerk integriert und unterliegen zusätzlich einer Naturwaldverordnung. Da das Gebiet Wolfsruhe im Staatsforst liegt, hat es sowohl den Schutzstatus Naturwald als auch den Status Naturwaldreservat. Das Naturwaldreservat Wolfsruhe wurde im Jahr 1978 ausgewiesen.

## Charakteristik und Baumarten
Im Naturwald, der seinen Ursprung in der Mittelwaldbewirtschaftung hat, dominiert die Stieleiche. Es sind auch Hainbuchen, Winterlinden sowie vereinzelte Birken, Buchen und Elsbeeren vorhanden. Außerdem gibt es einen Bestand aus Kiefern, Lärchen und Hainbuchen. Im südlichen Bereich befindet sich ein junger Bestand aus Fichten und Kiefern, während im Nordosten ein jüngerer Kiefernbestand vorkommt. Die Waldgesellschaften des Reservates sind charakteristisch für die fränkische Keuper-Lias-Region. Die Zusammensetzung der Baumarten in der Baumschicht entspricht weitgehend den natürlichen Bedingungen, abgesehen von den wenigen Nadelholzbeständen.